# Caprimulgus poliocephalus ruwenzorii
El chotacabras del Ruwenzori (Caprimulgus poliocephalus ruwenzorii ) es una especie de ave caprimulgiforme de la familia Caprimulgidae propia de las montañas del África oriental y central.